# Albina (Adelssippe)
Die Genealogia der Albina zählen zu den bajuwarischen Geschlechtern der Agilolfingerzeit. Ihr Name leitet sich von dem Ort Albina ab, heute Oberalm bei Salzburg. Zudem waren sie im Salzburger Raum salzachaufwärts bis nach Bischofshofen besonders begütert. Sie gelten als Nachkommen der Romanen bzw. der Keltoromanen; sie übten für die Agilolfinger wichtige administrative Tätigkeiten als Kanzler aus und verfügten als literati (= Gelehrte) über die Kenntnisse, Schriftstücke formal sicher und exakt zu gestalten.
Die Albina gehörten zu den politischen Akteuren in der Zeit von Herzog Theodo und Odilo. Der Kapellan Odilos, der mit ihm kurz in die Verbannung gehen musste, war ein Ursus (qui de illa genealogia erat supradictorum hominum de Albina, quis Theodbertus dux tradidit et sancto Maximiliano ad Pongo). Die Breves Notitiae – dem Güterverzeichnis des Erzbistums Salzburg aus der Zeit um 800 – nennen als erste Vertreter dieses Geschlechts einen Tonazan und einen Ledi, erster ist servus (= Knecht) des Bischofs Rupert, der zweite ist servus des Herzogs Theodo; in den Notitia Arnonis werden sie ohne Standesbezeichnung genannt. Es wird vermutet, dass die Bezeichnung servus eine bewusste Verfälschung von Seiten Salzburgs ist, um das Eigenkirchenrecht über die Maximilianszelle wieder zu erhalten. Über die Schenkungen des Baiernherzog und der Albina an die Maximilianszelle oder an das Kloster St. Peter bestehen unterschiedliche Auffassungen, die später zu schweren Auseinandersetzungen führen sollten.
Tonazan und Ledi gelten als Gründer der Maximilianszelle und besetzen in der Folgezeit die neue Zelle mit ihren Angehörigen. Sie müssen auch unmittelbar nördlich von Pass Lueg ein Forstgebiet besessen haben und wurden mit herzoglichen Fiskalgütern, die auch ihre Vorfahren innegehabt hatten, belehnt (precariae pro verbo ducis). Ein Madalhelm vir nobilis aus dieser Familie schenkt ein Jagdgebiet an das Bistum Salzburg. Ein vir nobilis Adalunch schenkt zur Zeit von Herzog Odilo Besitz von Piding an die Maximilianszelle, damit wird offensichtlich, dass er mit der Familie der Albina verwandt ist, zudem tritt er gemeinsam mit dem Dulcissimus als Schenker von Besitzungen bei Liubilndorf (= Leobendorf bei Laufen) an das Stift St. Peter auf. Nach der Gründung der Maximilianszelle haben Ledi und Ursus ihre nepotes (= Neffen) Wernharius und Dulcissimus dem Bischof Rupert zur wissenschaftlichen und geistlichen Ausbildung kommendiert. Nachdem diese abgeschlossen war, haben beide den Bischof gebeten, ihnen die Hälfte der Güter als beneficium zu überlassen, die ihre Verwandten (parentes) in Oberalm besessen hatten und die an die Maximilianszelle tradiert wurden. Später haben sich die beiden an den Nachfolger Ruperts mit der Bitte gewandt, diese Güter wieder ihren nepotes zu verleihen, was auch geschehen sei. Damit sind drei Generationen des Albina im Zusammenhang mit der Maximilianszelle bekannt.
Der Priester Ursus erhält die nach einem Slaweneinfall wieder aufgerichtete Maximilianskapelle (um 744) von Herzog Odilo als Lehen und ist auch dessen capellanus (= Kaplan). Auch ein Madelgoz ist dieser Familie zuzurechnen, er ist cancellarius (= Kanzler) von Herzog Theodo. Sein Sohn ist der presbiter (= Priester) Madelhoch. Nach den Breves Notitiae errichtete der Priester Ursus mit Hilfe Herzog Odilos eine zweite Kirche in Oberalm oder in Puch, mit der er ebendiese Hälfte dem heiligen Petrus vom Salzburger Machtbereich entziehen wollte, er berief einen Bischof ohne Amtsbereich (vacans episcopus) mit Namen Liüti  dorthin, der diese „Kirche der Zwietracht“ weihte (zwischen 746 und 748). „Als Bischof Virgil das erfuhr, bannte er diese und nannte sie ‚Discordia‘ (Zwietracht) und untersagte es allen Priestern, daß ja niemand dort eine Messe feiere und auch nicht einen anderen Dienst an Gott. Und so blieb sie gebannt, solange Bischof Virgil lebte.“ Eine andere Hypothese geht davon aus, dass die „Discordia“-Kirche mit der Liebfrauenkirche Bischofshofen gleichzusetzen ist. Grabungen von 1975 haben unter dem Boden der jetzigen Kirche einen karolingischen Vorgängerbau und darunter liegende prähistorische und römische Artefakte sichern können. Zudem hat Rupert zur Gründung der Maximilianszelle monachos et alios clericos abgesandt, sodass denkbar ist, dass eine Trennung der Kirchen für Weltgeistliche und für Mönche erfolgt ist.
Man kann davon ausgehen, dass diese Familie den bei der Auseinandersetzung mit den Slawen wichtigen Alpeneingang auf der Route nach Kärnten innegehabt hat. Sie werden in der historischen Forschung sogar als herzogliche „Bergwächter“ und „milites“ bezeichnet, erfüllten also im bayrischen Herzogtum wichtige militärische und administrative Aufgaben, die ihnen die Chance zu gesellschaftlichem Aufstieg eröffnete. Bereits Bischof Virgil bezeichnet die Albina als geneologia, obwohl sie nicht zu den Geschlechtern zählten, die in der Lex Baiuvariorum genannt werden. Als Romanen bilden sie vermutlich auch ein Verbindungsglied zwischen den in der Gegend noch verbliebenen römischen Christen und der wieder einsetzenden Missionierung unter Rupert.
In der Folge ist dieses Geschlecht nicht mehr nachweisbar.